# قمر الرصد البيئي العامل ذو المدار الثابت

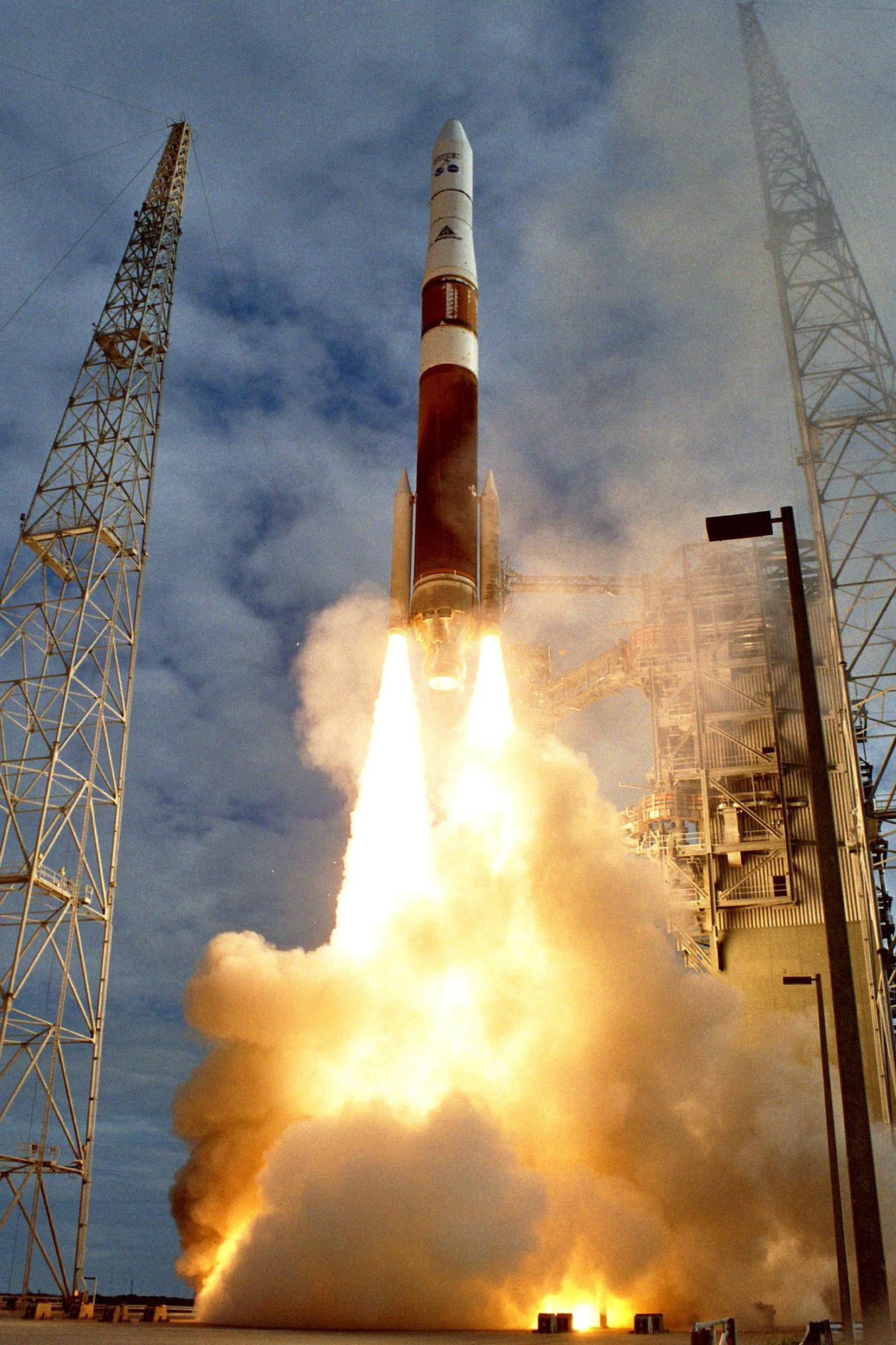
لحظات إطلاق الصاروح الحامل للقمر الاصطناعي GOES-N، والذي سمي GOES-13 لاحقاً بعد وضعه في مداره.

قمر الرصد البيئي العامل ذو المدار الثابت (اختصاراً GOES (ملاحظة 1)) هو الاسم العام الذي أطلق على سلسلة من الأقمار الاصطناعية المخصصة لدراسة الطقس والأرصاد الجوية؛ والمشغلة من الإدارة الوطنية الأمريكية للمحيطات والغلاف الجوي (NOAA).
تتزامن هذه الأقمار مع حركة الأرض؛ وتستخدم البيانات المسجلة بواسطتها بشكل رئيسي في التنبؤ بأحوال الطقس في قارة أمريكا الشمالية.
أطلق أول هذه الأقمار الاصطناعية في السادس عشر من أكتوبر (تشرين الأول) سنة 1975. وآخرها إلى حد الآن (بيانات سنة 2019) هو GOES-17، والذي أطلق في الأول من مارس (آذار) سنة 2018. ومن المخطط إطلاق GOES-T سنة 2020 و GOES-U سنة 2024.

## معرض صور

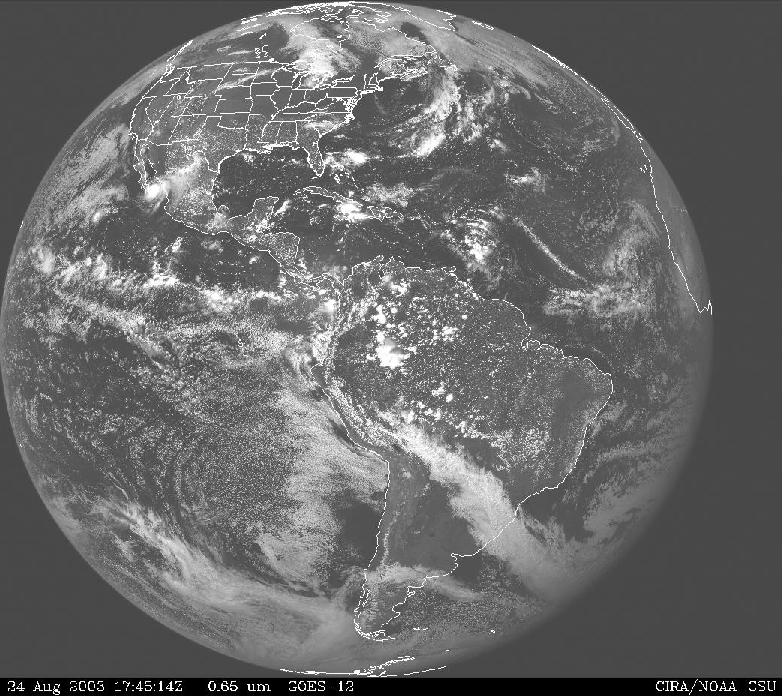
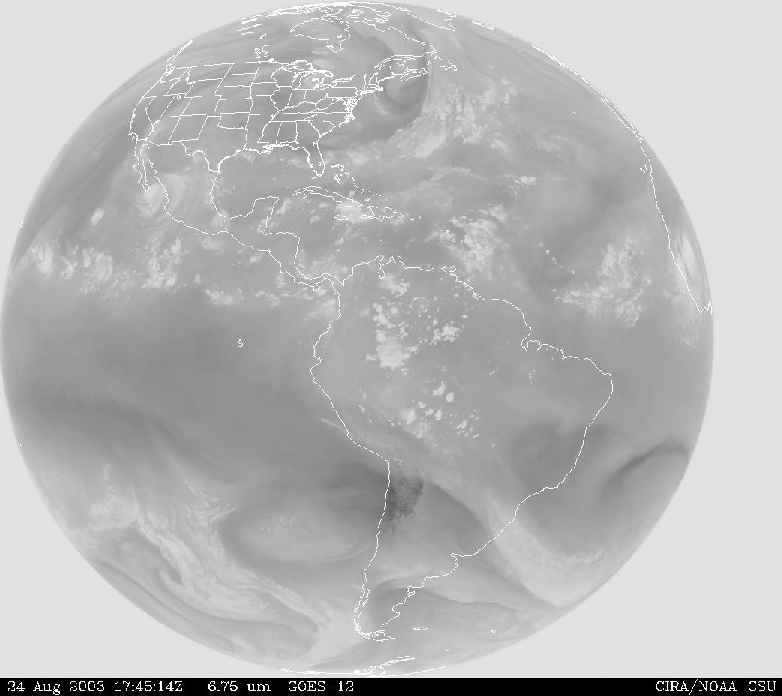

## هوامش
- ملاحظة 1 وذلك من الإنجليزية: Geostationary Operational Environmental Satellite